# Премія «Неб'юла» за найкращу повість
Переможці та номінанти Премії Неб'юла за найкращу повість. Вказано рік публікації, нагорода вручається в наступному році. Спочатку вказано автора, потім твір.
| Рік  | Переможець | Інші номінанти |
| ---- | --- | --- |
| 2013 | Вілар Кафтан «Вага сходу сонця» Vylar Kaftan. The Weight of the Sunrise                                                                           | - Енді Дункан, Еллен Клейгс «Вакулла Спрінгс» (Andy Duncan, Ellen Klages. Wakulla Springs) - Ненсі Кресс «Аннабель Лі» (Nancy Kress. Annabel Lee) - Вероніка Шейноуз «Дівчата згоряють» (Veronica Schanoes. Burning Girls) - Лоуренс Шен «Випробування століття» (Lawrence Schoen. Trial of the Century) - Кетрінн Валенте «Білосніжка з шостистрілом» (Catherynne M. Valente. Six-Gun Snow White)                                                                               |
| 2012 | Ненсі Кресс «Після, до та під час катастрофи» Nancy Kress. After the Fall, Before the Fall, During the Fall                                       | - Альєтт де Бодар «На Червоній станції, у дрейфі» (Aliette de Bodard. On a Red Station, Drifting) - Джей Лейк «Зірки не брешуть» (Jay Lake. The Stars Do Not Lie) - Роберт Рід «Катабазис» (Robert Reed. Katabasis) - Кен Лю «Усі смаки» (Ken Liu. All the Flavors) - Лоуренс Шен «Розповідь Баррі» (Lawrence Schoen. Barry's Tale) |
| 2011 | Кідж Джонсон «Будівник мосту над туманом» Kij Johnson. The Man Who Bridged the Mist                                                               | - Мері Робінетт Коваль «Поцілуй мене двічі» (Mary Robinette Kowal. Kiss Me Twice) - Кетрінн Валенте «Тихо і дуже швидко» (Catherynne M. Valente. Silently and Very Fast) - Керолін Ів Гілмен «Крижана сова» (Carolyn Ives Gilman. The Ice Owl) - Кен Лю «Людина, яка завершила історію: Документальна оповідь» (Ken Liu. The Man Who Ended History: A Documentary) - Адам-Трой Кастро «Нечисті руки» (Adam-Troy Castro. With Unclean Hands)                                      |
| 2010 | Рейчел Свирські «Леді, яка зривала червоні квіти під вікном королеви» Rachel Swirsky. The Lady Who Plucked Red Flowers Beneath the Queen's Window | - Паоло Бачигалупі «Алхімік» (Paolo Bacigalupi. The Alchemist) - Тед Чан «Життєвий цикл програмних об'єктів» (Ted Chiang. The Lifecycle of Software Objects) - Джеффрі Лендіс «Султан хмар» (Geoffrey Alan Landis. The Sultan of the Clouds) - Кетлін Чіні «Залізні черевики» (J. Kathleen Cheney. Iron Shoes) - Пол Парк «Привиди, що змушують апельсини танцювати» (Paul Park. Ghosts Doing the Orange Dance)                                                                  |
| 2009 | Кейдж Бейкер «Жінки з Нелл Гвінн» Kage Baker. The Women of Nell Gwynne's                                                                          | - Керолін Ів Гілмен «Ковчегопадіння» (Carolyn Ives Gilman. Arkfall) - Ненсі Кресс «Дія перша» (Nancy Kress. Act One) - Джеймс Морроу «Човгати до Хіросіми» (James Morrow. Shambling Towards Hiroshima) - Джейсон Сенфорд «Піднесення янголів» (Jason Sanford. Sublimation Angels) - Джон Скальці «Двигун божественного згоряння» (John Scalzi. The God Engines) |
| 2008 | Кетрін Азаро «Просторово-часовий басейн» Catherine Asaro. The Spacetime Pool                                                                      | - Келлі Ескрідж «Небезпечний космос» (Kelley Eskridge. Dangerous Space) - Грегорі Бенфорд «Темні небеса» (Gregory Albert Benford. Dark Heaven) - Вера Назарян «Герцог у своєму замку» (Vera Nazarian. The Duke in His Castle) - Чарльз Коулмен Фінлі «Політичний в'язень» (Charles Coleman Finlay. The Political Prisoner) |
| 2007 | Ненсі Кресс (Nancy Kress), (Fountain of Age) | - Джудіт Бермен (Judith Berman), Пробудження (Awakening) - Мет Х'юз (Matt Hughes), Помічник і його герой (The Helper and His Hero) - Луціус Шепард (Lucius Shepard), (Stars Seen Through Stone) - Брюс Стерлінг (Bruce Sterling), (Kiosk) - Джин Вулф (Gene Wolfe), (Memorare) |
| 2006 | Джеймс Патрік Келлі (James Patrick Kelly), Опік (Burn)                                                                                            | - Майкл Берштайн (Michael A. Burstein), (Sanctuary) - Пол Мелко (Paul Melko), Стіни всесвіту (The Walls of the Universe) - Вільям Шанн (William Shunn), (Inclination) |
| 2005 | Келлі Лінк (Kelly Link), Магія для початківців (Magic for Beginners)                                                                              | - Бад Спаргоук (Bud Sparhawk), (Clay's Pride) - Роберт Соєр (Robert J. Sawyer), Викрадення індивідуальності (Identity Theft) - Пол Віткавер (Paul Witcover), (Left of the Dial) - (Albert E. Cowdrey), (The Tribes of Bela) |
| 2004 | Волтер Вільямс (Walter Jon Williams), Напад зеленого леопарда (The Green Leopard Plague)                                                          | - Кетерін Азаро (Catherine Asaro), Прогулянка в тиші (Walk in Silence) - Адам-Трой Кастро (Adam-Troy Castro), (The Tangled Strings of the Marionettes) - Вернор Вінжі (Vernor Vinge), (The Cookie Monster) - Конні Вілліс (Connie Willis), Майже як ті, кого ми знаємо (Just Like the Ones We Used to Know) |
| 2003 | Ніл Ґеймен (Neil Gaiman), Коралайн (Coraline) | - Елінор Арнасон (Eleanor Arnason), (The Potter of Bones) - Кейдж Бейкер (Kage Baker), Імператриця Марса (The Empress of Mars) - Джон Кессел (John Kessel), (Stories for Men) - Ієн Р. Маклауд (Ian R. MacLeod), (Breathmoss) |
| 2002 | Річард Чведік (Richard Chwedyk), Бронтозаврове яйце (Bronte's Egg)                                                                                | - Адам-Трой Кастро (Adam-Troy Castro), (Sunday Night Yams at Minnie and Earl's) - Енді Данкан (Andy Duncan), Головний конструктор (The Chief Designer) - Чарльз Коулмен Фінлі (Charles Coleman Finlay), (The Political Officer) - Бад Спаргоук (Bud Sparhawk), (Magic's Price) |
| 2001 | Джек Вільямсон (Jack Williamson), Віддалена Земля (The Ultimate Earth)                                                                            | - Кетерін Азаро (Catherine Asaro), (A Roll of the Dice) - Бренда Клоу (Brenda W. Clough), (May Be Some Time) - Джек Данн (Jack Dann), Діамантова шахта (The Diamond Pit) - Луціус Шепард (Lucius Shepard), Промениста зелена зірка (Radiant Green Star) |
| 2000 | Лінда Наґата (Linda Nagata), Богині (Goddesses)                                                                                                   | - Енді Данкан (Andy Duncan), (Fortitude) - Джонатан Летем (Jonathan Lethem), Джеймс Патрік Келлі (James Patrick Kelly) та Джон Кессел (John Kessel), Дев'яносто відсотків всього (Ninety Percent of Everything) - Майк Резнік (Mike Resnick), Полювання на снарка (Hunting the Snark) - Люсіус Шепард (Lucius Shepard), (Crocodile Rock) - Волтер Вільямс (Walter Jon Williams), Аргонавтика (Argonautica)                                                                       |
| 1999 | Тед Чан (Ted Chiang), Історія твого життя (Story of Your Life)                                                                                    | - Майкл Берштайн (Michael A. Burstein), (Reality Check) - Адам-Трой Кастро (Adam-Troy Castro) та Джеррі Олшн (Jerry Oltion), Астронавт з Вайомінга (The Astronaut from Wyoming) - (L. Timmel Duchamp), (Living Trust) - Енді Данкен (Andy Duncan), (The Executioners' Guild) - Дейвід Марусек (David Marusek), (The Wedding Album) |
| 1998 | Шейла Фінч (Sheila Finch), (Reading the Bones) | - Кетерін Азаро (Catherine Asaro), Аврора з чотирма голосами (Aurora in Four Voices) - Аврам Дейвідсон (Avram Davidson) та (Grania Davis), (The Boss in the Wall, A Treatise on the House Devil) - Еліот Фінтушел (Eliot Fintushel), (Izzy and the Father of Terror) - Дейвід Джерролд (David Gerrold), (Jumping Off the Planet) - Джеффрі Лендіс (Geoffrey A. Landis), Екопоезіс (Ecopoiesis)                                                                                   |
| 1997 | Джеррі Олшн (Jerry Oltion), (Abandon in Place) | - Адам-Трой Кастро (Adam-Troy Castro), (The Funeral March of the Marionettes) - Пол Левінсон (Paul Levinson), Вільні кінці (Loose Ends) - Роберт Рід (Robert Reed), (Chrysalis) - Бад Спархоук (Bud Sparhawk), (Primrose and Thorn) - Аллен Стіл (Allen Steele), (…Where Angels Fear to Tread) |
| 1996 | Джек Ден (Jack Dann), (Da Vinci Rising) | - Урсула Ле Ґуїн (Ursula K. Le Guin), Звільнення жінки (A Woman's Liberation) - Джордж Мартін (George R. R. Martin), Кров дракона (Blood of the Dragon) - Джек МакДевітт (Jack McDevitt), Мандрівники часом ніколи не вмирають (Time Travelers Never Die) - Морін Мак-г'ю (Maureen F. McHugh), Вартість мудрості (The Cost to Be Wise) - Аллен Стіл (Allen Steele), Смерть Капітана Майбутнє (The Death of Captain Future)                                                       |
| 1995 | Елізабет Генд (Elizabeth Hand), (Last Summer at Mars Hill)                                                                                        | - Ґреґорі Бенфорд (Gregory Benford), (Soon Comes Night) - (Nicola Griffith), (Yaguara) - Майк Резнік (Mike Resnick) та Сюзан Шварц (Susan Shwartz), Бібі (Bibi) - Браян Стейблфорд (Brian Stableford), (Mortimer Gray's History of Death) |
| 1994 | Майк Резнік (Mike Resnick), Сім поглядів на Олдувайску ущелину (Seven Views of Olduvai Gorge)                                                     | - Гарлан Еллісон (Harlan Ellison), (Mefisto In Onyx) - (Nina Kiriki Hoffman), (Haunted Humans) - Урсула Ле Ґуїн, День прощення (Forgiveness Day) - Джефф Раймен (Geoff Ryman), (Fan) - Майкл Свонвік (Michael Swanwick), Холодний метал (Cold Iron) |
| 1993 | Джек Кейді (Jack Cady), (The Night We Buried Road Dog)                                                                                            | - Рей Олдрідж (Ray Aldridge), (The Beauty Addict) - Ненсі Кресс (Nancy Kress), (Dancing on Air) - (G. David Nordley), (Into the Miranda Rift) - Кейт Вільгельм (Kate Wilhelm), (Naming the Flowers) - Волтер Вільямс (Walter Jon Williams), (Wall, Stone, Craft) |
| 1992 | Джеймс Морроу (James Morrow), Місто правди (City of Truth)                                                                                        | - Емма Булл (Emma Bull), Срібло чи золото (Silver or Gold) - Бредлі Дентон (Bradley Denton), Територія (The Territory) - Джеррі Олшн (Jerry Oltion) та Лі Ґудлоу (Lee Goodloe), Контакт (Contact) - Морін Макг'ю (Maureen F. McHugh), Захист (Protection) - Люсіус Шепард (Lucius Shepard), Барнакл Білл — космонавт (Barnacle Bill the Spacer) - Майкл Свонвік, Яйце грифона (Griffin's Egg)                                                                                    |
| 1991 | Ненсі Кресс (Nancy Kress), Жебраки в Іспанії (Beggars in Spain)                                                                                   | - Пол Еш (Paul Ash), (Man Opening a Door) - Майкл Бішоп (Michael Bishop), (Apartheid, Superstrings, and Mordecai Thubana) - Майк Резнік (Mike Resnick), (Bully!) - Крістіна Кетрін Раш (Kristine Kathryn Rusch), Галерея його мрій (The Gallery of His Dreams) - Конні Вілліс (Connie Willis), Джек (Jack) |
| 1990 | Джо Холдеман (Joe Haldeman), Містифікація Гемінґвея (The Hemingway Hoax)                                                                          | - Лоїс Макмастер Буджолд (Lois McMaster Bujold), (Weatherman) - Пет Кедіґен (Pat Cadigan), Дурням на віру (Fool to Believe) - Джеймс Патрік Келлі (James Patrick Kelly), Містер Бой (Mr. Boy) - Пет Мерфі (Pat Murphy), Кістки (Bones) |
| 1989 | Лоїс Макмастер Буджолд (Lois McMaster Bujold), Гори скорботи (The Mountains of Mourning)                                                          | - Джон Кроулі (John Crowley), (Great Work of Time) - (George Alec Effinger), (Marîd Changes His Mind) - Меґан Ліндгольм (Megan Lindholm), Дотик Лавендера (A Touch of Lavender) - Джудіт Моффетт (Judith Moffett), Маленьке танго (Tiny Tango) - Говард Волдроп (Howard Waldrop), (A Dozen Tough Jobs) |
| 1988 | Конні Вілліс (Connie Willis), Остання з Віннебагів (The Last of the Winnebagos)                                                                   | - Бредлі Дентон (Bradley Denton), Клуб Келвіна Куліджа для мертвих комедіантів (The Calvin Coolidge Home for Dead Comedians) - Люсіус Шепард (Lucius Shepard), Донька-красуня мисливця на луску (The Scalehunter's Beautiful Daughter) - Норман Спінрад (Norman Spinrad), Щоденники чумних років (Journals of the Plague Years) - Волтер Вільямс (Walter Jon Williams), Обробка поверхні (Surfacing) - Джейн Йолен (Jane Yolen), Диявольська арифметика (The Devil's Arithmetic) |
| 1987 | Кім Стенлі Робінсон (Kim Stanley Robinson), Сліпий геометр (The Blind Geometer)                                                                   | - Джон Форд (John M. Ford), (Fugue State) - Кейт Робертс (Keith Roberts), (The Tiger Sweater) - (Geoff Ryman), (The Unconquered Country) - Роберт Сілверберг (Robert Silverberg), Таємний учасник (The Secret Sharer) - Волтер Вільямс (Walter Jon Williams), (Witness) |
| 1986 | Люсіус Шепард (Lucius Shepard), (R&R) | - Ґреґорі Бенфорд (Gregory Benford), Сон Ньютона (Newton Sleep) - Кім Стенлі Робінсон (Kim Stanley Robinson), Втеча з Катманду (Escape from Kathmandu) - Роберт Сілверберг (Robert Silverberg), Ґільґамеш на окраїні (Gilgamesh in the Outback) - Ф. Пол Вілсон (F. Paul Wilson), (Dydeetown Girl) |
| 1985 | Роберт Сілверберг (Robert Silverberg), Пливучи в Візантію (Sailing to Byzantium)                                                                  | - Кім Стенлі Робінсон (Kim Stanley Robinson), Зелений Марс (Green Mars) - Брюс Стерлінг (Bruce Sterling), Зелені дні в Брунеї (Green Days in Brunei) - Джеймс Тіптрі-молодший (James Tiptree, Jr.), Зробити лише одну просту річ (The Only Neat Thing to Do) - Кейт Вільгельм (Kate Wilhelm), Поле Гордона (The Gorgon Field) - Роджер Зелазні (Roger Zelazny), 24 види гори Фудзі роботи Хокусая (24 Views of Mt. Fuji, by Hokusai)                                             |
| 1984 | Джон Варлі (John Varley), Натисніть Enter (Press ENTER■)                                                                                          | - Аврам Дейвідсон (Avram Davidson), (Young Doctor Eszterhazy) - Ненсі Кресс (Nancy Kress), Трійця (Trinity) - Фредерік Пол (Frederik Pohl), (The Greening of Bed-Stuy) - Люсіус Шепард (Lucius Shepard), Розповідь мандрівника (A Traveler's Tale) - Майкл Свонвік (Michael Swanwick), (Marrow Death) |
| 1983 | Ґреґ Бір (Greg Bear), (Hardfought) | - Майкл Бішоп (Michael Bishop), (The Gospel According to Gamaliel Crucis) - Майкл Бішоп, (Her Habiline Husband) - Аврам Дейвідсон (Avram Davidson), (Eszterhazy and the Autogóndola-Invention) - Вонда МакІнтайр (Vonda N. McIntyre), Транзит (Transit) - Роберт Сілверберг (Robert Silverberg), (Homefaring) |
| 1982 | Джон Кессел (John Kessel), Інший сирота (Another Orphan)                                                                                          | - Фріц Лайбер (Fritz Leiber), (Horrible Imaginings) - Бред Ліневівер (Brad Linaweaver), (Moon of Ice) - Джордж Мартін (George R. R. Martin), (Unsound Variations) - Джоанна Расс (Joanna Russ), Душі (Souls) |
| 1981 | Пол Андерсон (Poul Anderson), Сатурнійські ігри (The Saturn Game)                                                                                 | - Ґреґорі Бенфорд (Gregory Benford), (Swarmer, Skimmer) - Джек Данн (Jack Dann), Амнезія (Amnesia) - Філліс Ейзенштайн (Phyllis Eisenstein), В західних традиціях (In the Western Tradition) - Вернор Вінжі (Vernor Vinge), Справжні імена (True Names) - Кейт Вільгельм (Kate Wilhelm), Зимовий пляж (The Winter Beach) |
| 1980 | Сюзі Маккі Чарнас (Suzy McKee Charnas), (Unicorn Tapestry)                                                                                        | - Аврам Дейвідсон (Avram Davidson), (There Beneath the Silky-Trees and Whelmed in Deeper Gulphs Than Me) - Ґордон Діксон (Gordon R. Dickson), Втрачений Дорсай (Lost Dorsai) - Томас Діш (Thomas M. Disch), Відважний маленький тостер (The Brave Little Toaster) - Марта Рендолл (Marta Randall), Небезпечні ігри (Dangerous Games) - Майкл Ші (Michael Shea), Автопсія (The Autopsy)                                                                                           |
| 1979 | Баррі Лон'їр (Barry B. Longyear), Ворог мій (Enemy Mine)                                                                                          | - Семюел Ділейні (Samuel R. Delany), (The Tale of Gorgik) - Фредерік Пол (Frederik Pohl), (Mars Masked) - Гілберт Шенк (Hilbert Schenck), (The Battle of the Abaco Reefs) - Джоан Вінжі (Joan D. Vinge), Вогняний корабель (Fireship) - Річард Вілсон (Richard Wilson), (The Story Writer) |
| 1978 | Джон Варлі (John Varley), Інерція зору (The Persistence of Vision)                                                                                | - Джин Вулф (Gene Wolfe), Сім американських ночей (Seven American Nights) |
| 1977 | Спайдер Робінсон (Spider Robinson) та Джин Робінсон (Jeanne Robinson), Зоряний танець (Stardance)                                                 | - Вонда Мак-Інтайр (Vonda N. McIntyre), Ацтеки (Aztecs) |
| 1976 | Джеймс Тіптрі-молодший (James Tiptree, Jr.), Х'юстон, Х'юстон, як чуєте? (Houston, Houston, Do You Read?)                                         | - Майкл Бішоп (Michael Bishop), Самурай і верби (The Samurai and the Willows) - Річард Каупер (Richard Cowper), Трубач біля воріт світанку (Piper at the Gates of Dawn) - Джин Вулф (Gene Wolfe), (The Eyeflash Miracles) |
| 1975 | Роджер Зелазні (Roger Zelazny), Повернення ката (Home Is the Hangman)                                                                             | - Вільям Карлсон (William K. Carlson), (Sunrise West) - Лайза Таттл (Lisa Tuttle) та Джордж Мартін (George R. R. Martin), (The Storms of Windhaven) - Джеймс Тіптрі-молодший (James Tiptree, Jr.), (A Momentary Taste of Being) |
| 1974 | Роберт Сілверберг (Robert Silverberg), Народжений з мертвими (Born with the Dead)                                                                 | - Майкл Бішоп (Michael Bishop), (On the Street of the Serpents) - Джордж Мартін (George R. R. Martin), Пісня для Лії (A Song for Lya) |
| 1973 | Джин Вулф (Gene Wolfe), Смерть доктора Айленда (The Death of Doctor Island)                                                                       | - Майкл Бішоп (Michael Bishop), Смерть та цілі серед Асаді (Death and Designation Among the Asadi) - Майкл Бішоп (Michael Bishop), Білі видри дитинства (The White Otters of Childhood) - Джек Данн (Jack Dann), Збіг обставин (Junction) - Ґерднер Дозуа (Gardner Dozois), Окови моря (Chains of the Sea) |
| 1972 | Артур Кларк (Arthur C. Clarke), Зустріч з медузою (A Meeting with Medusa)                                                                         | - Філліс Ґотліб (Phyllis Gotlieb), (Son of the Morning) - Урсула Ле Ґуїн (Ursula K. Le Guin), Слово, що означає Світ — Ліс (The Word for World is Forest) - Річард Е. Лупофф (Richard A. Lupoff), (With the Bentfin Boomer Boys on Little Old New Alabama) - Фредерік Пол (Frederik Pohl), (The Gold at the Starbow's End) - Джин Вулф (Gene Wolfe), П'ята голова Цербера (The Fifth Head of Cerberus)                                                                           |
| 1971 | Кетрін Маклін (Katherine Maclean), (The Missing Man)                                                                                              | - (Jerzy Kosinski), (Being There) - Кейт Робертс (Keith Roberts), (The God House) - Кейт Вільгельм (Kate Wilhelm), (The Infinity Box) - Кейт Вільгельм (Kate Wilhelm), (The Plastic Abyss) |
| 1970 | Фріц Лайбер (Fritz Leiber), Лиха зустріч у Ланкмарі (Ill Met in Lankhmar)                                                                         | - Пол Андерсон (Poul Anderson), (The Fatal Fulfillment) - Джеймс Бліш (James Blish), (A Style in Treason) - Гарлан Еллісон (Harlan Ellison), Район посередині (The Region Between) - Кліффорд Сімак (Clifford D. Simak), Хто там, у скелі? (The Thing in the Stone) - Кейт Вільгельм (Kate Wilhelm), (April Fool's Day Forever) |
| 1969 | Гарлан Еллісон (Harlan Ellison), Хлопчик і його собака (A Boy and His Dog)                                                                        | - Чарльз Л. Харнесс (Charles L. Harness), Ймовірна причина (Probable Cause) - Фріц Лайбер (Fritz Leiber), Корабель тіней (Ship of Shadows) - Енн МакКефрі (Anne McCaffrey), Драматична місія (Dramatic Mission) - Роберт Сілверберг (Robert Silverberg), До Джорслема (To Jorslem) |
| 1968 | Енн Маккефрі (Anne McCaffrey), Вершник на драконі (Dragonrider)                                                                                   | - Семюель Ділейні (Samuel R. Delany), Лінії сили (Lines of Power) - Кейт Лаумер (Keith Laumer), День перед Вічністю (The Day Before Forever) - Дін Маклафлін (Dean McLaughlin), Яструб серед горобців (Hawk Among the Sparrows) - Роберт Сілверберг (Robert Silverberg), (Nightwings) |
| 1967 | Майкл Муркок (Michael Moorcock), (Behold the Man)                                                                                                 | - Філіп Хосе Фармер (Philip José Farmer), Вершники пурпурної виплати (Riders of the Purple Wage) - Енн Маккефрі (Anne McCaffrey), Пошук Веєра (Weyr Search) - Роберт Сілверберг (Robert Silverberg), Станція «Хоксбілл» (Hawksbill Station) - Теодор Стерджон (Theodore Sturgeon), (If All Men Were Brothers, Would You Let One Marry Your Sister?) |
| 1966 | Джек Венс (Jack Vance), (The Last Castle) | - Аврам Дейвідсон (Avram Davidson), (Clash of Star-Kings) - Чарльз Л. Харнесс (Charles L. Harness), Алхімік (The Alchemist) |
| 1965 | (поділили) - Браян Олдіс (Brian W. Aldiss), (The Saliva Tree) - Роджер Зелазні (Roger Zelazny), (He Who Shapes)                                   | - Аврам Дейвідсон (Avram Davidson), (Rogue Dragon) - Семюель Ділені (Samuel R. Delany), (The Ballad of Beta-2) - Колін Мак-Епп (C. C. MacApp), (The Mercurymen) - Фредерік Пол (Frederik Pohl), (Under Two Moons) - Альфред ван Вогт (A. E. van Vogt) та (James H. Schmitz), (Research Alpha) - Кордвайнер Сміт (Cordwainer Smith), (On the Storm Planet) |

## Премія «Неб'юла» в інших номінаціях
- Премія «Неб'юла» за найкращий роман
- Премія «Неб'юла» за найкращу коротку повість
- Премія «Неб'юла» за найкраще оповідання
- Премія «Неб'юла» за найкращий сценарій